# Exclamatio
Exclamatio (ook: exclamatie = uitroep) is een stijlfiguur. De benaming komt uit de retorica. Het gaat om een om het effect bedoelde uitroep.

## Voorbeelden
- Cicero:"O tempora, o mores!"
- Gottfried August Bürger: "O Mutter, Mutter! Hin ist hin!" (uit Lenore)
- Lang zal hij leven!
- Mein Gott! Wann wird sich endlich etwas ändern!